# Municipio de Brown (condado de Vinton)
El municipio de Brown (en inglés: Brown Township) es un municipio ubicado en el condado de Vinton en el estado estadounidense de Ohio. En el año 2010 tenía una población de 293 habitantes y una densidad poblacional de 3,06 personas por km².

## Geografía
El municipio de Brown se encuentra ubicado en las coordenadas 39°20′38″N 82°21′23″O / 39.34389, -82.35639. Según la Oficina del Censo de los Estados Unidos, el municipio tiene una superficie total de 95.86 km², de la cual 95,05 km² corresponden a tierra firme y (0,85 %) 0,81 km² es agua.

## Demografía
Según el censo de 2010, había 293 personas residiendo en el municipio de Brown. La densidad de población era de 3,06 hab./km². De los 293 habitantes, el municipio de Brown estaba compuesto por el 99,32 % blancos, el 0,34 % eran afroamericanos y el 0,34 % eran de una mezcla de razas. Del total de la población el 0,34 % eran hispanos o latinos de cualquier raza.